# 广东省立法商学院
广东省立法商学院，是中華民國時期广州一所曾经存在的高等院校，源于1938年7月广东省立勷勤大学商学院独立而成的广东省立勷勤商学院，1946年4月正式改组为广东省立法商学院，1951年1月更名为广东法商学院，1952年10月被并入中山大学。 1983年重新建立的廣東財經大學，被視為繼承了商學院的歷史脈絡。

## 历史
1931年，陈济棠在广州市开展的国民党第四次全国代表大会上提议设立勷勤大学，以适应广东省社会发展需要，并以此纪念刚病逝的国民党元老古应芬。1934年7月，广东省立勷勤大学正式成立，拥有工学院和师范学院，商学院尚在筹备中。1934年9月，广东省立勷勤大学商学院正式成立，院址临时设在广州市光孝路原广州工务局旧址。1937年，抗日战争战事紧张，时局动荡，广东省立勷勤大学各个学院相继迁往内地躲避战乱。1938年7月，南京国民政府撤销广东省立勷勤大学，将原广东省立勷勤大学工学院并入中山大学，原广东省立勷勤大学教育学院改为广东省立教育学院，原广东省立勷勤大学商学院改为广东省立勷勤商学院，由原广东省立勷勤大学校长陆嗣曾任勷勤商学院院长。
1937年，广州沦陷前，广东省立勷勤商学院先迁往广州番禺县谢村，后迁往广西容县，后又迁往广东遂溪县麻章圩。1940年6月，勷勤商学院为了躲避日军，又迁往信宜县水口镇。1941年6月，广东省立勷勤商学院再迁往曲江县桂头圩。1943年夏天，陆嗣曾辞去广东省立勷勤商学院院长职务，广东省立文理学院院长黄希声兼任广东省立勷勤商学院院长一职。1944年夏，黄希声辞去兼任的广东省立勷勤商学院院长一职，黄典元接任院长。1944年6月，日军进犯韶关，广东省立勷勤商学院分散迁往信宜县和兴宁县。1945年8月，抗战胜利。1945年11月，广东省立勷勤商学院迁往的信宜县师生陆续迁回广州，暂借西华路南海中学校园办学。这一时期，广东省政府决定将广东省立勷勤商学院改组为广东省立法商学院，并上报教育部审批。1946年2月，广东省立勷勤商学院迁往的兴宁县的师生才迁回广州。
1946年4月，广东省立勷勤商学院正式改组为广东省立法商学院，在原有的会计学系、银行学系和工商管理学系之外，增设法律学系、政治学系、经济学系、社会学系和侨务学系，黄文山任院长。1946年8月，张良修继任院长，改侨务学系为国际贸易学系，并将政治学系和经济学系合并。1947年2月，广东省立法商学院迁回广州市石榴岗原广东省立勷勤大学校址办学。解放后，广东省立法商学院于1951年1月更名为广东法商学院。1952年10月，广东法商学院并入中山大学，其后部分系科又再从中山大学划入其他院校。

## 文化
《广东省立法商学院院歌》由黄轶球作词，黄友棣作曲，全文为：“钟灵五岭、浩荡三江，东西文化萃南疆。吾校耸立石榴岗，石榴岗清风绿水绕宫墙。措国基兮法治，裕民生兮阜商。法商，法商，努力开创，南国学术兮，万丈光芒。”